# Otago
Otago (maor. Ōtākou) – region w południowo-wschodniej części Wyspy Południowej Nowej Zelandii o powierzchni ok. 32 tys. km². Nazwa jest anglicyzmem od maoryskiego terminu „Ōtākou”. Najstarszy uniwersytet Nowej Zelandii – University of Otago, utworzono w 1869 roku.
Region dzieli się na 5 dystryktów:
- Waitaki
- Central Otago
- Queenstown-Lakes
- Dunedin
- Clutha